# 奈良県道188号高畑山線
奈良県道188号高畑山線（ならけんどう188ごう たかばたけやません）は、奈良県奈良市を通る一般県道である。

## 概要
奈良市高畑町から奈良市山町に至る。
旧・東市村を縦断する。国道169号の東側に平行しているが、生活道路としての色合いが強い。

### 路線データ
- 起点：奈良市高畑町（東紀寺三丁目交差点、奈良県道・三重県道80号奈良名張線交点）
- 終点：奈良市山町（下山町交差点、国道169号交点）

## 地理

### 通過する自治体
- 奈良県
  - 奈良市

### 交差する道路
| 交差する道路                     | 交差する場所 | 交差する場所              |
| -------------------------------- | ------------ | ------------------------- |
| 奈良県道・三重県道80号奈良名張線 | 高畑町       | 東紀寺三丁目交差点 / 起点 |
| 国道169号                        | 山町         | 下山町交差点 / 終点       |

### 沿線
- 奈良佐保短期大学
- 奈良県護国神社
- 奈良市立東市小学校